# Ziridava rufinigra
Ziridava rufinigra är en fjärilsart som beskrevs av Swinhoe 1895. Ziridava rufinigra ingår i släktet Ziridava och familjen mätare. Inga underarter finns listade i Catalogue of Life.